# Стороженко Віктор Гаврилович
Стороженко Віктор Гаврилович (6 вересня 1940, Царичанський район, Дніпропетровська область, УРСР — 13 травня 1988, УРСР) — радянський український кінорежисер.

## Біографія
Закінчив філологічний факультет Харківського університету (1962), режисерський факультет КДІТМ імені івана Карпенко-Карого (1968).
Працював асистентом режисера і режисером на студії «Укркінохроніка», з 1971 року — режисер студії «Укртелефільм».
Автор сценаріїв багатьох документальних фільмів.
Член Спілки кінематографістів Української РСР.
Проживав за адресою: Київ, просп. 40-річчя Жовтня, 126.
Помер 13 травня 1988 року в Карпатах під час зйомок чергового фильму.

## Фільмографія
Режисер:
- 1968 — Україна, пісня моя (документальний)
- 1969 — У моєму серці Верховина (документальний)
- 1969 — Сергій Подолинський (документальний, авт. сценар. М. Шудря)
- 1970 — Музика Веделя (документальний)
- 1970 — Долаючи земне тяжіння (документальний, авт. сценар. М. Шудря)
- 1971 — Довженкова земля (документальний)
- 1971 — Золоті литаври
- 1973 — Душа моя співає
- 1973 — Золота осінь
- 1973 — Радуга народних талантів
- 1974 — Літо в Журавлиному
- 1975 — Пісня завжди з нами (музичний фільм)
- 1976 — Український балет на льоду (документальныий)
- 1977 — Одержимість
- 1978 — Зрілість
- 1987 — Еліна Бистрицька. Портрет однієї весни (документальний)

Сценарист:
- 1975 — Пісня завжди з нами (музичний фільм)